# Cyphomyia rubra
Cyphomyia rubra är en tvåvingeart som beskrevs av Friedrich Hermann Loew 1866. Cyphomyia rubra ingår i släktet Cyphomyia och familjen vapenflugor.
Artens utbredningsområde är Kuba. Inga underarter finns listade i Catalogue of Life.